# 克劳斯·莱纳茨
克劳斯·莱纳茨（德語：Klaus Lehnertz，1938年4月13日—），德国男子田径运动员。他曾代表德国联队、西德参加1964年和1968年夏季奥林匹克运动会田径比赛，其中1964年奥运会获得一枚铜牌。